# دومین جنگ پونی
مقالات مرتبط: جنگ‌های پونی، کارتاژ، گسترش روم در آیبریا
جنگ دوم پونیک (۲۱۸ تا ۲۰۱ قبل از میلاد) دومین جنگ از سری نبردهای پونی بود که بین کارتاژ و روم، دو قدرت اصلی غرب مدیترانه در قرن سوم پیش از میلاد، درگرفت. به مدت ۱۷ سال، دو کشور عمدتاً برای در دست گرفتن قدرت در نواحی  ایتالیا، ایبریا و همچنین جزایر سیسیل و ساردینیا و در نهایت شمال آفریقا به زد و خورد پرداختند. پس از تلفات عظیم نظامی و اقتصادی برای هر دو طرف، در نهایت کارتاژ شکست خورد. در طول نبرد پادشاهی‌های مقدونیه، سیراکیوز و چندین پادشاهی نومیدیایی به جنگ کشیده شدند و بسیاری از قبایل ایبری، سلتیبری و گالی در هر دو طرف وارد پیکار شدند. در طول جنگ سه سایت درگیری اصلی وجود داشت: ایتالیا، جایی که هانیبال بارها و بارها لژیون‌های رومی را شکست داد، همراه با لشکرکشی‌های فرعی و گاه و بی گاه در سیسیل، ساردینیا و یونان. ایبریا، جایی که هاسدروبال، برادر کوچکتر هانیبال، قبل از نقل مکان به ایتالیا، از شهرهای مستعمره کارتاژی با موفقیتی متفاوت دفاع کرد. و آفریقا، جایی که روم سرانجام در جنگ پیروز شد.

## آغاز جنگ
در سال ۲۶۴ پیش از میلاد، ارتش روم به سیسیل یورش برد. بین روم و کارتاژ جنگ شروع شد و کارتاژ شکست خورد. نخستین جنگ کارتاژی که بیش از بیست سال طول کشید، با پیروزی روم تمام شد و جزیرهٔ سیسیل و جزایر ساردین و کورسیکا به اشغال روم درآمد. امّا نیروهای کارتاژ نیز، به‌طور قطعی درهم شکسته نشدند و کینهٔ رومی‌ها را به دل گرفتند. پس هر دو دشمن، در خفا مشغول آماده شدن برای مصاف جدیدی شدند.
کارتاژها ضمن تدارک نبرد با روم، ارتشی بزرگ در اسپانیا فراهم آوردند. هانیبال جوان، سردار سپاه کارتاژ و فرمانده آن بود. او از همان دوران کودکی خویش سوگند یاد کرده بود که همیشه نسبت به روم نفرت بورزد. با همین نفرت وی آموزش انواع فنون جنگی و نظامی دیده بود و استعداد نظامی و دلاوری‌اش حتی زبانزد رومیان بود. وی مردی سنگدل و سختگیر و پُرانرژی بود و مزدوران را وادار می‌کرد که بدون چون و چرا از وی اطاعت کنند.
اشغال اراضی اسپانیا توسط کارتاژ، بهانه‌ای برای شروع دومین جنگ کارتاژی، به دست رومیان داد و بدین ترتیب در سال ۲۱۸ قبل از میلاد، یکی از نمایندگان سنای روم به نام رُم، آغاز جنگی دیگر با کارتاژ را اعلام نمود. بدینسان دومین جنگ کارتاژی آغاز گردید.

## حملهٔ هانیبال به ایتالیا
هنگامی که کنسول‌های رم، خود را برای گُسیل کردن قوای نظامی به اسپانیا و آفریقا آماده می‌کردند، هانیبال پیشدستی نمود و با یورش به ایتالیا، آنها را غافلگیر نمود.
سپاه کارتاژ به فرماندهی هانیبال موفق شد که در فصل پائیز از کوه‌های آلپ عبور کند. در این فصل شدت سرما به حدی بود که افراد مجبور بودند از کوره‌راه‌های یخ‌بستهٔ کوهستانی عبور کنند. اسب‌ها و سپاهیان به درون پرتگاه‌های مخوف سقوط می‌کردند و عده‌ای از آنها بر اثر سرما تلف شدند. بدینسان در هنگام عبور از آلپ، تقریباً نیمی از سپاه کارتاژ نابود شد.
امّا آنچه از سپاه هانیبال باقی‌مانده بود، به دشت حاصلخیز رودخانهٔ پو در ایتالیای شمالی رسید. در اینجا قوم گال زندگی می‌کردند که کمی پیشتر به اطاعت از روم وادار شده بودند. پس گال‌ها به هانیبال پیوستند و این امر باعث شد که سپاه ناتوان شدهٔ او، تا حدودی تقویت شود.
کارتاژ موفق شد که در طی چندین نبرد خونین، لشکریان روم را که به مصاف او فرستاده شده بودند مغلوب سازد و قیام‌هایی که علیه کارتاژ برپا می‌شد را سرکوب سازد. در ادامه، هانیبال به همراه سپاهیانش تمام شمال ایتالیا را درنوردید. فاتحان رومی که کارتاژ را در جنگ سوم پونیک به کلی از میان برداشتند روایت می کنند که هانیبال  درحالیکه با بی رحمی تمام اکثر نواحی سر راهش را به ویرانه‌هایی تبدیل می‌نمود، سرانجام به جنوب ایتالیا رسید. سپاه کارتاژ خانه‌ها را آتش می‌زد و باغها و تاکستان‌ها را ریشه کن می‌کرد و مزارع و کشتزارها را لگدمال می‌نمود و احشام و حیوانات را با تیر از پای درمی‌آورد. از این جنگ و سایر جنگ های پونیک، هیچ روایتی از کارتاژیان به دست نیامده است و همه ی اطلاعات ما از جنگ های پونی از رومیان است.